# Гори Авзонії
Ausonia Montes — це високогір'я у квадранглі Mare Tyrrhenum на планеті Марс, розташоване за координатами 25,42° південної широти та 99,04° східної довготи. Протяжність всього регіону становить близько 333 км, а довжина самого хребта — близько 158 км. Високогір'я Arsonia Montes розташоване на східному краю 46-кілометрового кратера Торуп.
З точки зору геологічної історії, високогір'я Ausonia Montes є старішою формацією, якщо порівнювати з навколишніми деталями поверхні. Воно утворилося ще в період важкого метеоритного бомбардування планети, під час інтенсивного кратероутворення, і походить з пізнього — середнього Нойського періоду.
Свою назву ці гори отримали від класичної альбедо-деталі. Назва була затверджена Міжнародним астрономічним союзом у 1991 році.

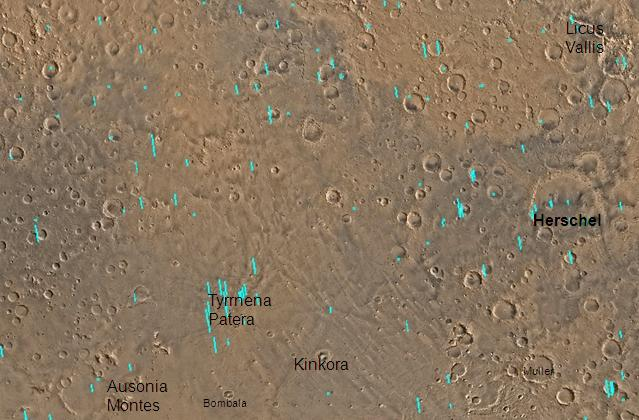
Мапа квадрангла Mare Tyrrhenum. Tyrrhenus Mons — це великий вулкан. Гори Ausonia Montes розташовані внизу зліва.